# Джефф Айзексон
Дже́фф А́йзексон (англ. Jeff Isaacson, нар. 14 липня 1983, Вірджинія, США) — американський керлінгіст, учасник двох зимових Олімпійських ігор (2010, 2014). Переможець зимової Універсіади 2007. Чемпіон США з керлінгу. Ведуча рука — права.

## Життєпис
Джефф Айзексон народився у місті Вірджинія, що в Міннесоті. Займатися керлінгом почав у 1996 році завдяки батьку, що також брав участь у змаганнях з цього виду спорту. У 2005 році команда Джеффа посіла 4-те місце на чемпіонаті світу серед молоді, а самого Айзексона того ж року було включено до молодіжної «Команди усіх Зірок США». У 2007 році він разом з партнерами по збірній став переможцем зимової Універсіади 2007. Скіпом у тій команді був Джон Шустер, разом з яким Айзексон продовжив виступи і надалі, завдяки чому в 2009 році вперше став чемпіоном Сполучених Штатів.
На зимову Олімпіаду 2010 у Ванкувері Айзексон поїхав як другий номер збірної США. Після «бронзового» успіху на минулих іграх в Турині американці зазнали серії просто нищівних поразок і посіли останнє місце у підсумковому заліку. Після такої приголомшливої невдачі Джефф вирішив закінчити спортивну кар'єру і продовжував грати виключно для власного задоволення. Все змінилося у 2012 році, коли Шустер запросив Айзексона зайняти у його команді місце Зака Джейкобсона. Саме у новому складі керлінгістам вдалося здобути перемогу на національних відбіркових змаганнях за право участі у зимових Олімпійських іграх 2014.
У лютому 2014 року Айзексон у складі команди США боровся за нагороди Олімпіади у Сочі, що стали для нього другими у кар'єрі. У команді Джона Шустера Джефф виконував роль віце-скіпа команди. З 9 проведених на Іграх матчів американцям вдалося перемогти лише у двох, внаслідок чого вони посіли підсумкове дев'яте місце і до раунду плей-оф не потрапили.
Окрім занять керлінгом Джефф Айзексон захоплюється веслуванням, подорожами, грою в карти та проведенням часу на свіжому повітрі. Крім того, Айзексон має подвійну освіту — він здобув звання бакалавра хімії та ступінь магістра у галузі управління освітою.

## Виступи на Олімпійських іграх
| Змагання                     | Місто    | Місце | % кидків |
| ---------------------------- | -------- | ----- | -------- |
| Зимові Олімпійські ігри 2014 | Сочі     | 9     | 75 %     |
| Зимові Олімпійські ігри 2010 | Ванкувер | 10    | 76 %     |